# فرناندو فاغنر
فرناندو فاغنر (بالإسبانية: Fernando Wagner)‏ هو مخرج وممثل مكسيكي (وحمل سابقاً جنسية القيصرية الألمانية)، ولد في 7 نوفمبر 1905 في ألمانيا، وتوفي في 20 أكتوبر 1973.

## وصلات خارجية
- فرناندو فاغنر على موقع IMDb (الإنجليزية)
- فرناندو فاغنر على موقع ألو سيني (الفرنسية)
- فرناندو فاغنر على موقع أول موفي (الإنجليزية)
- فرناندو فاغنر على موقع قاعدة بيانات الأفلام السويدية (السويدية)
- فرناندو فاغنر على موقع قاعدة بيانات الفيلم (الإنجليزية)
- فرناندو فاغنر على موقع كينوبويسك (الروسية)